# Abbazia delle donne (Saintes)
L'Abbazia delle donne (in francese Abbaye aux Dames) è un monastero benedettino di Saintes, nel dipartimento francese della Charente-Maritime.
L'abbazia è costruita attorno alla chiesa di Santa Maria, eretta nel XII secolo e famosa per la sua facciata e il suo caratteristico campanile a “pigna”, che la rendono uno dei monumenti emblematici dell'arte romanica di Saintonge. Si trova accanto all'Arco di Germanico della città ed è stato classificato Monumento storico nel 1948.

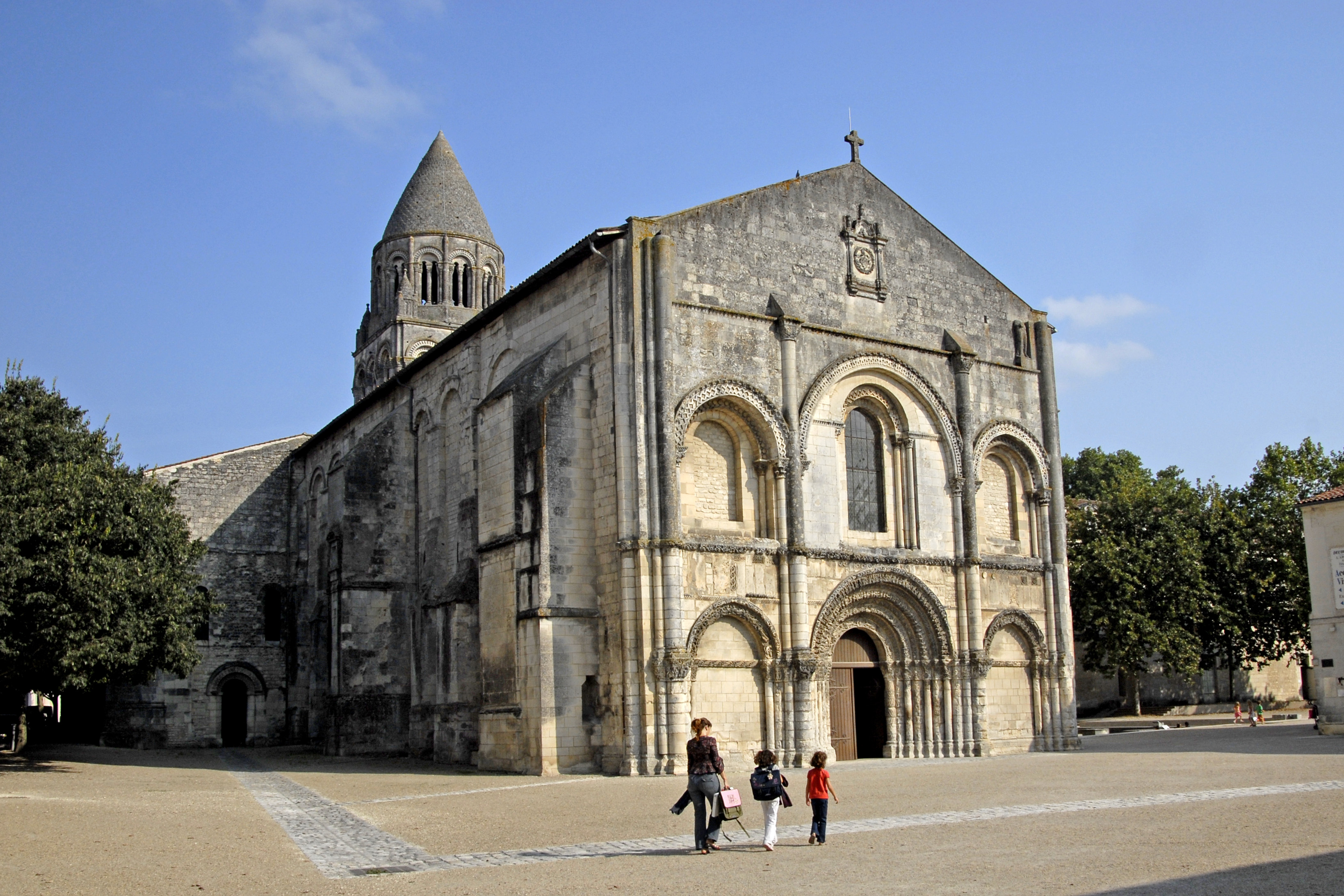
La chiesa dell'abbazia

## Storia

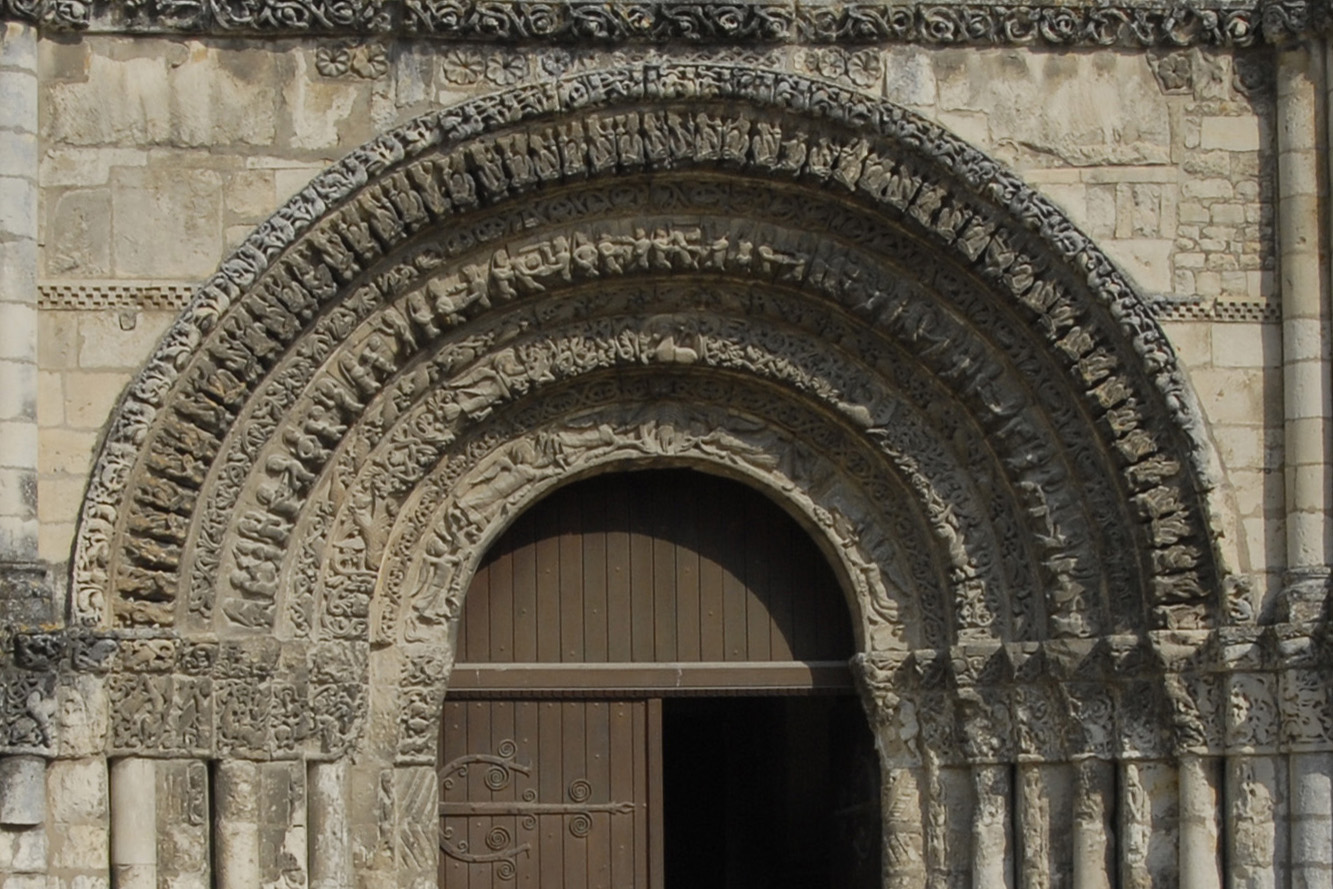
Dettaglio del portico romanico della chiesa

Situata sulla riva destra del fiume Charente, fu fondata nel 1047 da Goffredo II, conte d'Angiò, e da sua moglie Agnese, che in seguito vi si ritirò fino alla morte.
L'abbazia fu posta sotto la protezione del re di Francia nel 1378 e la sua influenza si estese ben oltre i confini della contea di Saintonge e del Ducato d'Aquitania, tanto da diventare uno dei monasteri femminili più potenti del sud-ovest francese.
L'abbazia aveva il compito di istruire le giovani ragazze, spesso appartenenti alla nobiltà francese, e qui vi studiò la futura marchesa di Montespan.
Decadde progressivamente a partire dal XVIII secolo e durante la Rivoluzione fu utilizzata come prigione mentre durante il Primo Impero come caserma militare.